# Serdecznik pospolity

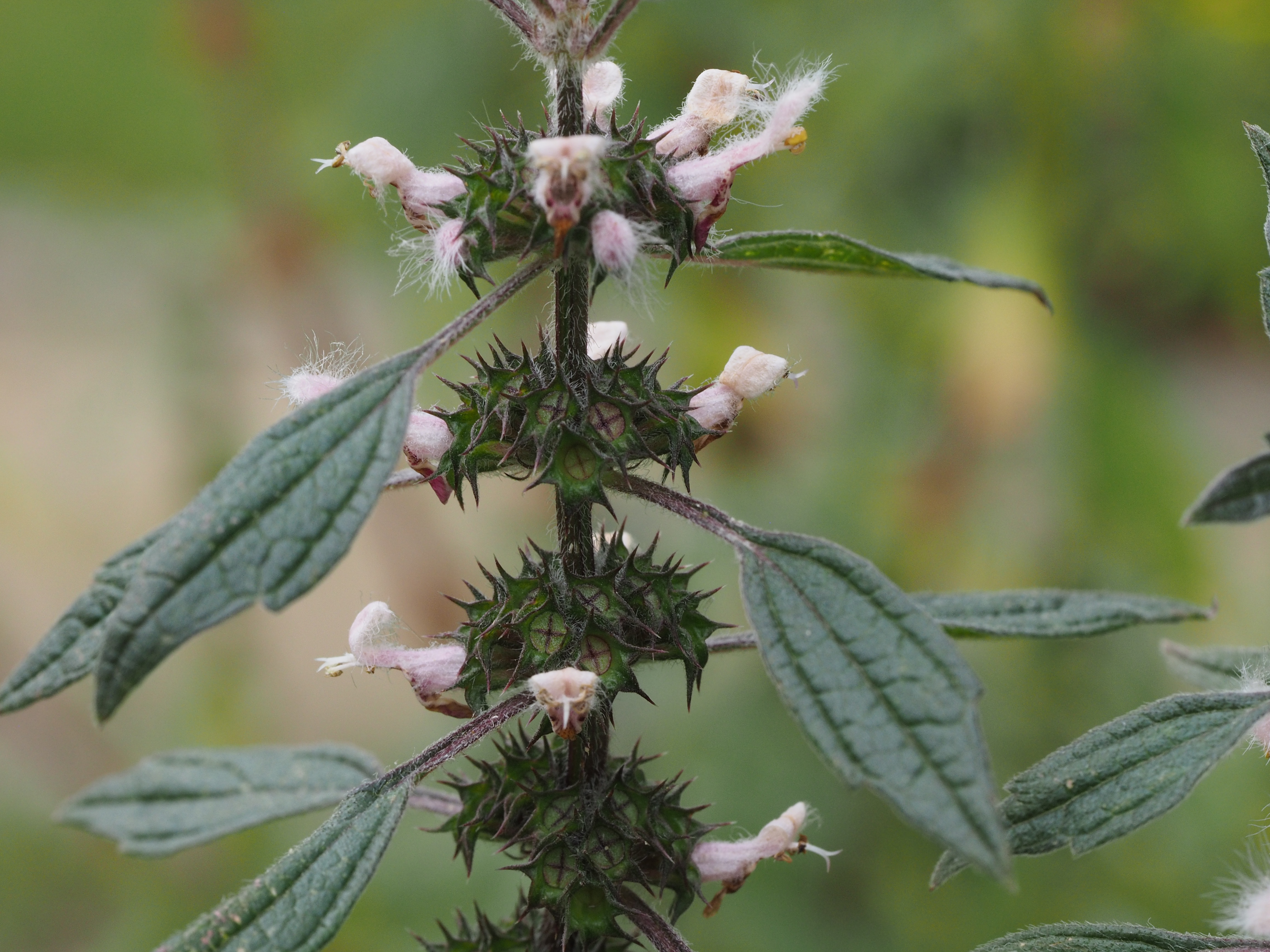
Pęd z kwiatami

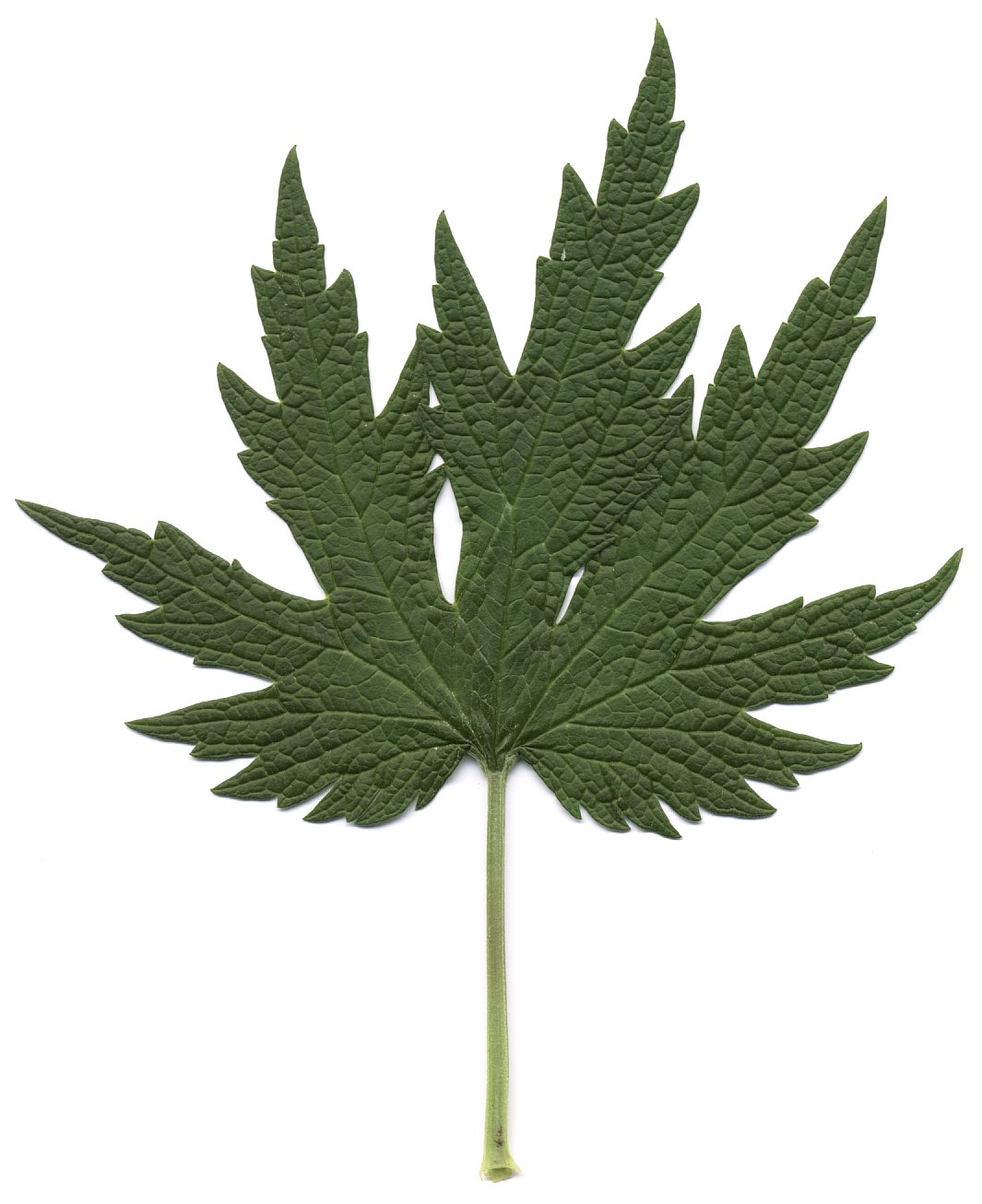
Liść

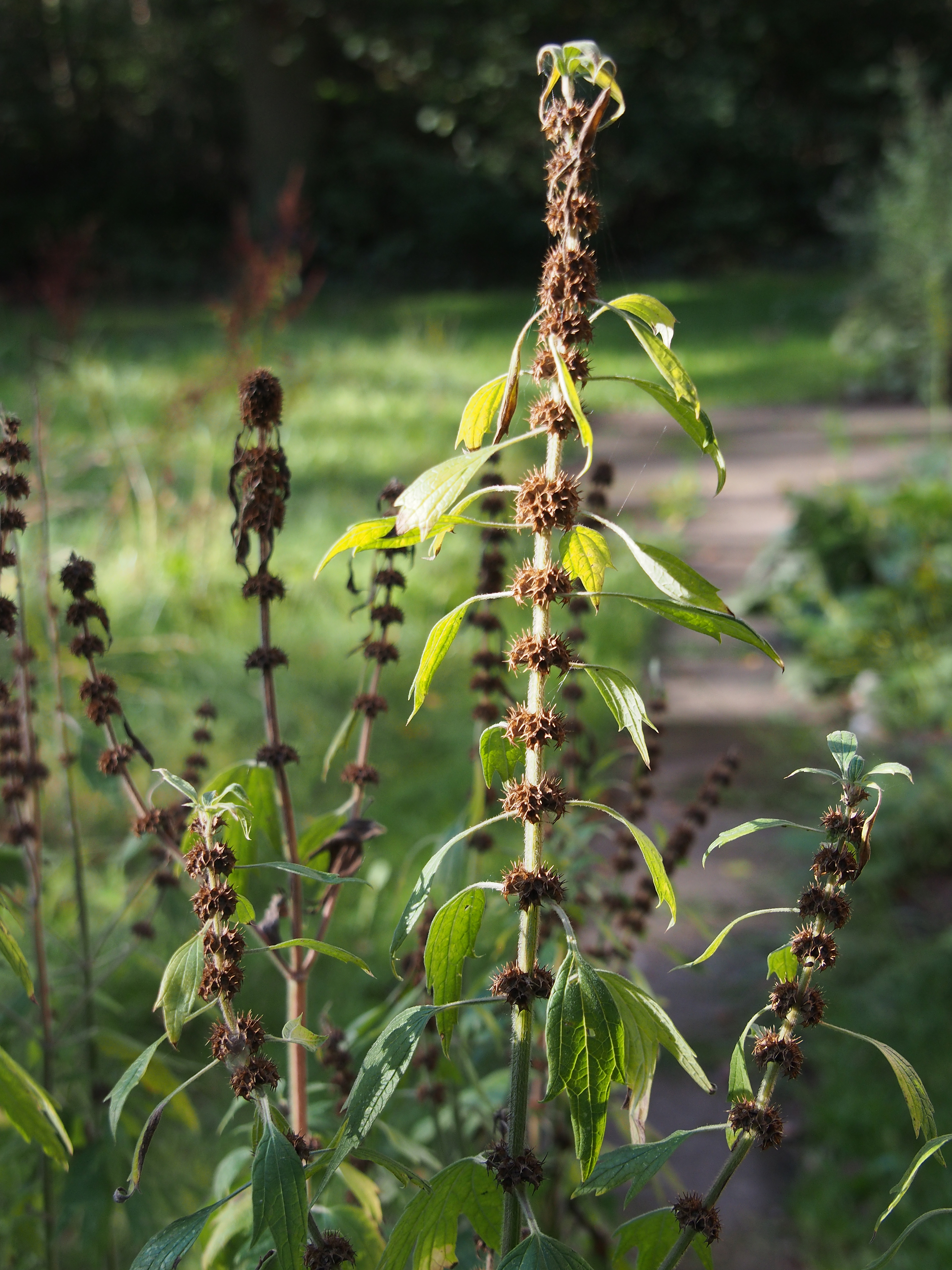
Pęd z owocami

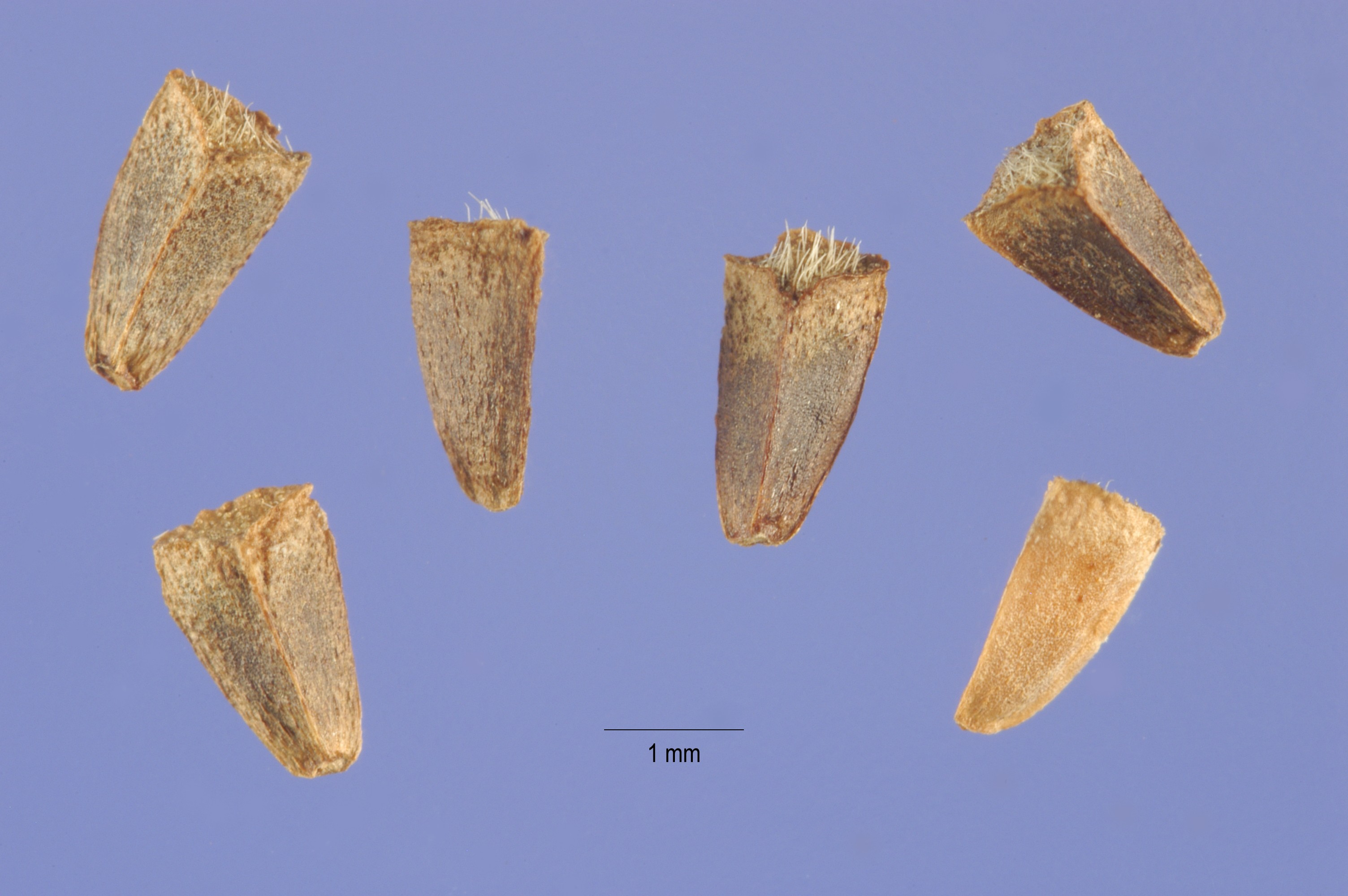
Nasiona

Serdecznik pospolity (Leonurus cardiaca L.) – gatunek rośliny wieloletniej należący do rodziny jasnotowatych. Nazwy ludowe: gęsia stopa, lisi ogon, lwie serce.

## Zasięg geograficzny
Rodzimy obszar występowania obejmował niemal całą Europę oraz Turcję. Obecnie rozprzestrzenił się i jest pospolity w całej Ameryce Północnej i Europie, a występuje także miejscowo w Ameryce Południowej i Australii. W Polsce jest częsty na niżu, rzadki w górach. Dawniej był w Polsce uprawiany jako roślina lecznicza, obecnie występuje jako relikt dawnych upraw. Status gatunku we florze Polski: najprawdopodobniej kenofit, być może archeofit.

## Morfologia
PokrójRoślina osiągająca wysokość 30 -150 cm. Z kłącza wyrasta kilka łodyg. Cała roślina jest dość silnie owłosiona i wydziela słaby, nieprzyjemny zapach.
ŁodygaOwłosiona, podłużnie prążkowana, czterokanciasta o szerokości około 1 cm, pusta
LiścieDolne liście są jajowatokoliste, dłoniastosieczne, 3– do 5–klapowe, rzadko 7–klapowe, o klapach nieregularnie ząbkowanych. Górne liście są całkowicie lub niewyraźnie trójdzielne, lancetowate o brzegu piłkowanym i nasadzie klinowatej. Górna powierzchnia liści jest zielona, słabo owłosiona, dolna powierzchnia jest jasnozielona, gęsto owłosiona z wyraźnym unerwieniem dłoniastym i siateczkowatym.
KwiatyPojedyncze, drobne kwiaty wyrastają w nibyokółkach w kątach wąskich przysadek, zarówno na głównym pędzie, jak i na rozgałęzieniach. Są to kwiaty grzbieciste; warga górna 2-łatkowa, różowa i na brzegach silnie owłosiona, warga dolna z 3 całobrzegimi łatkami, purpurowo-biała z żółtym odcieniem, czerwono cętkowana. Korona ma długość do 12 mm, jej rurka jest rozszerzona i posiada w gardzieli pierścień włosków. Kielich 5-działkowy i 5-nerwowy, znacznie krótszy od korony. Jego jajowato-trójkątne działki zakończone są szydlasto zakończone. Pręciki dużo dłuższe od korony. W każdym kwiatku cztery wyrastające w jednym rzędzie dwusilne pręciki dłuższe od rurki korony.
OwocRozłupnia rozpadająca się na trójgraniaste rozłupki.

## Biologia i ekologia
RozwójBylina, hemikryptofit. Kwiaty słabo przedprątne, kwitną od czerwca do sierpnia, zapylane są głównie przez trzmiele. Roślina miododajna. Rozmnaża się przez nasiona rozsiewane przez zwierzęta (zoochoria). Wsiane wiosną kiełkują po 20-40 dniach.
SiedliskoRoślina ruderalna, związana zwłaszcza z osiedlami wiejskimi. Rośnie przy drogach, płotach, na śmietniskach, w zaniedbanych parkach, rzadko na brzegach lasów. Ustępuje wraz z intensyfikacją użytkowania przestrzeni w obrębie terenów zabudowanych. W klasyfikacji zbiorowisk roślinnych gatunek charakterystyczny dla O. Artemisietalia i Ass. Leonuro-Ballotetum (opt.).
Genetyka i zmiennośćLiczba chromosomów 2n = 28. Występuje w dwóch podgatunkach:
* Leonurus cardiaca L. subsp. cardiaca – podgatunek słabo owłosiony zgiętymi włoskami dług. 0,5 mm, lub prawie nagi, o kielichu kwiatowym długości 3,5-5 mm. Częściej występuje na zachodzie kraju.
* Leonurus cardiaca L. subsp. villosus (Desf. ex. Spreng.) Hyl. – podgatunek silnie owłosiony gęstymi, białymi i odstającymi włosami długości 1-2 mm, o kielichu długości 4,5-8 mm.
Korelacje międzygatunkoweNa serdeczniku pospolitym pasożytują niektóre gatunki grzybów: Neoerysiphe galeopsidis wywołujący mączniaka prawdziwego i Ramularia lamii powodujący plamistość liści.

## Zastosowanie

### Roślina lecznicza
Historia wykorzystaniaJako roślina lecznicza serdecznik pospolity znany był już w starożytnej medycynie chińskiej. W Europie Środkowej i Zachodniej był powszechnie w tym celu wykorzystywany od średniowiecza i często uprawiany.
Surowiec zielarskiZiele serdecznika (Leonuri cardiacae herba) – całe lub rozdrobnione, wysuszone kwitnące części nadziemne o zawartości nie mniej niż 0,2% flawonoidów w przeliczeniu na hiperozyd. Zawiera alkaloidy, garbniki, glikozydy dwuterpenowe (marubinę), glikozydy butadienolidowe, glikozydy irydoidowe,  garbniki, cholinę trójterpeny, flawonoidy, kwasy organiczne, sitosterole, olejki eteryczne, sole mineralne. Związki czynne mają działanie podobne do kozłka lekarskiego, ale słabsze.
DziałanieUspokajające i regulujące pracę serca, ściągające, przeciwskurczowe, obniżające ciśnienie krwi, słabo moczopędne i wiatropędne. Wewnętrznie alkoholowy wyciąg stosowany jest przy dolegliwościach ze strony układu pokarmowego; bólach brzucha (zmniejsza skurcze jelit), wzdęciach,  zaparciach, biegunkach. Używany jest przez kobiety w okresie przekwitania, przy nadmiernej pobudliwości nerwowej, bezsenności, lęku, histerii, skłonności do płaczu, a także przy dusznościach, bólach i zawrotach głowy, bolesnym miesiączkowaniu i nadciśnieniu. Zewnętrznie może być używany do przemywania ran i oparzeń.
Zbiór i suszenieZbiera się pod koniec kwitnienia rośliny pędy boczne i szczytowe o długości ok. 25 cm. Suszy w przewiewnym i zacienionym miejscu (temperatura nie może przekroczyć 35 °C). Po wysuszeniu odrzuca się grubsze kawałki łodygi. Roślina czasami porażana bywa przez mączniaka prawdziwego, co powoduje, że wygląda, jak obsypana mąką. Takich roślin nie należy zbierać.

### Inne zastosowania
- Dawniej używany był przez kobiety karmiące do wzmożenia laktacji[3].
- Czasami był dawniej używany do otrzymywania ciemnooliwkowego barwnika do tkanin[3].

Przeczytaj ostrzeżenie dotyczące informacji medycznych i pokrewnych zamieszczonych w Wikipedii.